# Modeste de Villeneuve-Arcs
Modeste de Villeneuve-Arcs est un prélat français, évêque d'Apt de 1629 à 1670.

## Biographie
Modeste de Villeneuve des Arcs , fils aîné d'Arnaud, 1er marquis des Arcs, et d'Isabelle d'Haluin de Piennes, était récollet lorsqu'il est nommé évêque d'Apt par le roi Louis XIII